# Pyranka
Pyranka, Chamutówka (biał. Пыранка, Хамутоўка) – rzeka na Białorusi w rejonie grodzieńskim.
Pyranka ma długość 44 km. Powierzchnia zlewni to 622 km². Średni przepływ przy ujściu wynosi 3,5 m³/s. Średni spadek to 0,4 m/km. Pyranka wypływa z Jeziora Małocznajego (biał. Малочнае). Następnie przepływa przez Jezioro Białe, Rybnicę i uchodzi do rzeki Kotry w pobliżu wsi Guszczyce. Na odcinku od źródła do Jeziora Białego nosi nazwę Chamutówka. Główne dopływy to rzeczka Berwianka i kanał Kudra. Jeziora zajmują 2% powierzchni zlewni. W średnim biegu rzeki dolina jest słabo wyróżniona, w górnej i dolne części ma szerokość 200–300 m. W górnym biegu rzeka meandruje (szerokość 3-4 metry, sporadycznie do 10 m). Od jeziora Rybnica do wioski Pyra (3,5 km) jest skanalizowana.